# Pienik szpilkowiec
Pienik szpilkowiec (Aphrophora corticea) – gatunek pluskwiaka z podrzędu cykadokształtnych i rodziny pienikowatych. Zamieszkuje palearktyczną Eurazję i Alaskę.

## Taksonomia
Gatunek ten opisany został po raz pierwszy w 1821 roku przez Ernsta Friedricha Germara.

## Morfologia
Pluskwiak o ciele długości od 5,5 do 11 mm. Ubarwienie ma zmienne, typowo przypominające barwę kory sosny. Zwykle tło jest brązowe, a na nim występują liczne poprzeczne, nieregularne w kształcie rozjaśnienia o odcieniu białym lub kremowym, ale spotyka się także osobniki o ubarwieniu jednolitym. Śródplecze ma środkową część wklęśniętą, a brzegi wyniesione. Brzegi boczne tarczki zazwyczaj są białe. Pokrywy różnią się od tych u pienika olchowca brakiem dwóch wyraźnych jasnych, rozległych plam przy przedniej krawędzi. Wierzch pokryw jest nagi, pozbawiony owłosienia.

## Ekologia i występowanie
Owad ten zasiedla lasy i ich skraje, polany leśne i zarośla. Bytuje na drzewach, krzewach, krzewinkach i wysokich roślinach zielnych. Aktywny jest od maja do października, przy czym postacie dorosłe obserwuje się od czerwca do października. Zarówno postacie dorosłe, jak i larwalne są fitofagami ssącymi soki roślin. Larwy żerują na siewkach drzew iglastych i krzewinkach. Postacie dorosłe żerują na igłach sosny zwyczajnej, sosny czarnej i świerka pospolitego, chętnie w piętrze koron. Jaja składane są wśród niskiej roślinności i są stadium zimującym.
Gatunek holarktyczny. W Europie znany jest z Portugalii, Hiszpanii, Francji, Belgii, Holandii, Niemiec, Szwajcarii, Austrii, Włoch, Danii, Szwecji, Norwegii, Finlandii, Polski, Czech, Słowacji, Węgier, Ukrainy, Rumunii, Bułgarii, Słowenii, Czarnogóry, Serbii, Albanii, Grecji oraz europejskiej części Rosji. W Azji występuje w Turcji, na Syberii i Ałtaju. W Nearktyce znany jest z Alaski.